# Synertek
Synertek, Inc. è stata un'azienda statunitense produttrice di semiconduttori MOS ("Metal-oxide-semiconductor") a larga scala di integrazione (LSI) che ha operato dal 1973 al 1985. Tra i suoi maggiori clienti si annoverano Atari (videogiochi) e Apple (Apple II).

## Storia
Synertek fu fondata da Bob Schreiner (che proveniva da Fairchild), Dan Floyd, Zvi Grinfas, Jack Balletto e Gunnar Wetlesen. La produzione, avviata nel 1974 nel proprio stabilimento di Santa Clara (California), si concentrò inizialmente su dispositivi progettati dal cliente, sulle memorie SRAM e ROM e sui registri a scorrimento.
Synertek acquistò poi Microcomputer Associates, di Manny Lemas e Ray Holt, che fu successivamente rinominata Synertek Systems, Inc. e costituita come una sussidiaria. Nel 1978 Synertek Systems presentò il SYM-1, un microcomputer di sviluppo su singola scheda basato sul MOS 6502 e derivato dal precedente progetto JOLT sviluppato da Microcomputer Associates. Il SYM-1 era molto simile al KIM-1 di MOS Technology, rispetto al quale aveva alcune caratteristiche migliorate, e condivideva anche alcuni elementi con il Rockwell AIM 65, un altro microcomputer basato sul 6502.
Nel 1979 Synertek ottenne la licenza per produrre il microprocessore MOS 6502 di MOS Technology e, successivamente, le licenze del Philips/Signetics 2650 e dello Zilog Z8. Nello stesso anno Synertek fu acquistata da Honeywell e ristrutturata come sussidiaria.
Nel 1983 furono avviati i lavori di costruzione di un secondo stabilimento di produzione, sempre a Santa Clara, ma i lavori furono fermati a causa della crisi dei videogiochi del 1983 e del susseguente collasso di Atari. Honeywell decise poi di vendere il primo stabilimento e, nel 1985, chiuse definitivamente Synertek vendendo gli assetti societari.
La Synertek fu la fonderia dello Z80 per la Zilog